# Désorbó
Désorbó, 1910-ig Felsőorbó (románul: Gârbău Dejului) falu Romániában, Erdélyben, Kolozs megyében.

## Fekvése
Déstől tizenegy kilométerre északra fekszik.

## Nevének eredete
Lásd Alsóorbónál. Először 1315-ben mint Vrbou, majd 1325-ben Wrbo, 1335-ben Orbo, 1502-ben Arbo, 1566-ban Oláh-Orbo, 1631-ben Arrbó és Csicso-Orbo, 1733-ban Gorbo, 1750-ben Garbou, 1808-ban Felső-Orbó néven jelentkezik.

## Története
A 14–15. században a losonci Bánfi család tulajdona volt. 1455-ben a család Odoardo dési sókamarásnak adta zálogba, majd 1502-ben Bánfi János Nagy István moldvai vajdának és fiának, Bogdánnak adta el, de 1530-ban már ismét egy Bánfi, Bánfi Pál tulajdonában találjuk. Latin egyháza korábban sem volt, 1566-ban pedig román lakosságú. Az orbói Arbon Dán és fiai (utódaik a Dán család) 1630-ban, Szabó István 1660-ban kapott nemesi rangot. 1703-ban 18 jobbágy, hat egytelkes nemes és egy szegény családfő lakta. Lakói egy része 1750-ben malomkő vágásával és kereskedelmével foglalkozott, és ez a hagyományos mesterség fennmaradt a 20. századig. A 18–19. században főbb birtokosa a Lázár család, akiknek 1786-ban harminc jobbágyuk, négy zsellérük és öt szegény családfőjük élt a faluban. Rajtuk kívül sok román köznemesi család is lakta; 1838-ban 55 román nemes lakosát írták össze. Belső-Szolnok, 1876-tól Szolnok-Doboka vármegyéhez tartozott. 1880-ban ortodox híveinek fele a pappal együtt áttért görögkatolikusnak. 1945 után kivált belőle Gorbóvölgy, Leurdahatárrész és Szeletruk.
1880-ban 689 lakosából 668 volt román, 15 cigány és 6 magyar anyanyelvű; 390 ortodox, 293 görögkatolikus és 4 zsidó vallású.
2002-ben 300 lakosából 298 volt román és 2 magyar nemzetiségű; 265 ortodox és 33 görögkatolikus vallású.

## Látnivalók
- Fatemploma a 18. században épült. A keleti oldalon egyik gerendájába Mihaiu és Nicoară mester nevét, ikonosztázába a „Filipașcu Voievod” nevet vésték. Belülről a század végéről származó festés borítja.